# Johnny English, le retour
Pour les articles homonymes, voir Johnny English (homonymie).
Série
Johnny English
(2003) Johnny English contre-attaque
(2018)
Pour plus de détails, voir Fiche technique et Distribution.
Johnny English, le retour, ou Johnny English renaît au Québec (Johnny English Reborn), est un film britanno-franco-américain réalisé par Oliver Parker, sorti en 2011.
Il s'agit de la suite du film Johnny English, sorti en 2003, parodiant l'agent secret James Bond.
Malgré un accueil critique mitigé, le film est un succès au box-office et permet de rapporter plus de 160 millions de dollars.

## Synopsis
Après avoir sauvé le Royaume-Uni de Pascal Sauvage, Johnny English (Rowan Atkinson) part en mission au Mozambique. Cependant, cette mission tourne à la catastrophe, ternissant l'image du MI7 ainsi que celle d'English lui-même, le poussant à se réfugier dans un monastère reculé du Tibet. Là-bas, il apprend tous les rudiments de la force, physique aussi bien que psychique.
Cinq ans plus tard, le MI7, maintenant dirigé par une femme, appelée par son nom de code Pegasus (Gillian Anderson), fait de nouveau appel à Johnny pour mener une mission des plus délicates : un groupuscule terroriste surnommé « Vortex » cherche à attenter à la vie du premier ministre chinois.
Après diverses péripéties, lorsqu'un agent du KGB confie à Johnny, dans un dernier souffle, le secret du groupe Vortex, celui-ci n'en croit pas ses oreilles. En effet, si le groupe est ainsi nommé, c'est parce qu'il est composé de trois traîtres : Fisher, un agent de la CIA, l'agent lui-même, membre du KGB ainsi qu'une taupe au sein du MI7. Johnny réalisant alors que se trouve un agent-double au sein même des services secrets britanniques, les doutes commencent à naître. Johnny est lui accusé par le principal suspect d'être le traître.
Grâce à d'innombrables gadgets façonnés par un agent technicien, mélange de l'ingéniosité de Q et de la motricité du Professeur Xavier, ainsi que du soutien de son nouvel équipier Tucker (Daniel Kaluuya) et de la psychologue comportementaliste Kate Summer (Rosamund Pike), l'agent English parvient à faire éclater la vérité au dernier instant alors que la catastrophe est imminente.
En définitive, le coupable est démasqué, le complot neutralisé, l'Angleterre ainsi que le monde entier doivent une nouvelle fois une fière chandelle à Johnny English.

## Fiche technique
Sauf indication contraire, les informations mentionnées dans cette section peuvent être confirmées par la base de données cinématographiques IMDb,  présente dans la section « Liens externes ».
- Titre original : Johnny English Reborn
- Titre français : Johnny English, le retour
- Titre québécois : Johnny English renaît[1]
- Réalisation : Oliver Parker
- Scénario : Hamish McColl, sur une idée de William Davies, d'après les personnages créés par Neal Purvis et Robert Wade
- Musique : Ilan Eshkeri
- Direction artistique : Paul Laugier et Mike Stallion
- Décors : Jim Clay
- Costumes : Beatrix Aruna Pasztor
- Photographie : Danny Cohen
- Son : Richard Pryke, Ian Tapp, Mark Holding
- Montage : Guy Bensley
- Production : Tim Bevan, Eric Fellner et Chris Clark

Production exécutive : Raphaël Benoliel (France), Soledad Bottaro (Argentine) et Chiu Wah Lee (Hong Kong)
Production déléguée : Debra Hayward, Liza Chasin et William Davies
Coproduction : Ronaldo Vasconcellos et Doris Tse (Hong Kong)
- Sociétés de production[2] :
  - Royaume-Uni : Working Title Films
  - France : Studiocanal
  - États-Unis : Relativity Media, avec la participation de Universal Pictures
- Sociétés de distribution :
  - États-Unis, Royaume-Uni : Universal Pictures
  - Canada : Universal Pictures Canada
  - France : Studiocanal
- Budget : 45 000 000 $[3]
- Pays d'origine :  Royaume-Uni,  France,  États-Unis
- Langues originales : anglais, mandarin, suisse allemand, cantonais, russe
- Format : couleur (Technicolor) - 35 mm - 2,35:1 - son Dolby Digital / DTS / SDDS
- Genre : comédie, espionnage
- Durée : 101 minutes
- Dates de sortie[4] :
  - Australie : 4 septembre 2011 (Sydney, première mondiale)[5] [réf. souhaitée]
  - Royaume-Uni : 7 octobre 2011
  - Suisse romande : 10 octobre 2011[6]
  - Belgique : 12 octobre 2011[7]
  - France : 19 octobre 2011
  - États-Unis : 21 octobre 2011
- Classification[8] :
  - Royaume-Uni : PG - Parental Guidance (Pour un public de 8 ans et plus - Accord parental souhaitable)[9].
  - États-Unis : Certaines scènes peuvent heurter les enfants - Accord parental souhaitable (PG - Parental Guidance Suggested)[Note 1].
  - France : Tous publics (visa d'exploitation no 130198 délivré le 11 octobre 2011)[10] (Conseillé à partir de 6 ans)[11].

## Distribution

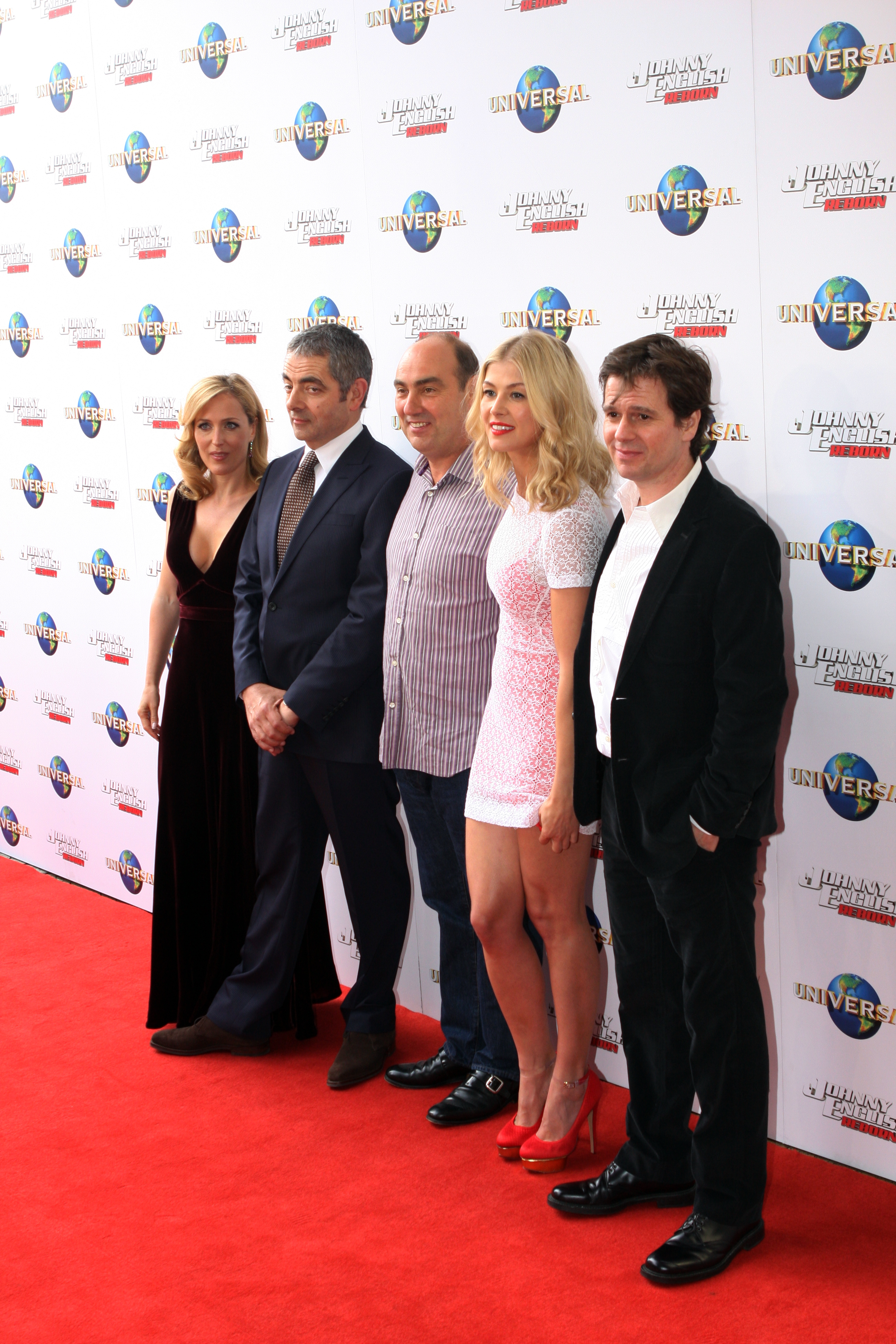
Le casting du film lors de la première mondiale à Sydney, en Australie.

- Rowan Atkinson (VF : Raymond Acquaviva ; VQ : Carl Béchard) : Sir Johnny English
- Gillian Anderson (VF : Caroline Beaune ; VQ : Mélanie Laberge) : Pamela Thornton / Pegasus
- Dominic West (VF : Jean-Alain Velardo ; VQ : Éric Bruneau) : Simon Ambrose / 001
- Rosamund Pike (VF : Pamela Ravassard ; VQ : Anne Dorval) : Kate Sumner
- Daniel Kaluuya (VF : Jean-Baptiste Anoumon ; VQ : Gabriel Lessard) : Colin Tucker
- Richard Schiff (VF : Daniel Briquet) : Titus Fisher
- Tim McInnerny (VF : Michel Voletti ; VQ : Pierre Auger) : Patch Quartermain
- Pik-Sen Lim : la tueuse à gages
- Stephen Campbell Moore : le Premier ministre
- Burn Gorman (VF : Stéphane Fourreau) : Slater
- Togo Igawa (VF : Patrick Bonnel ; VQ : Vincent Davy) : Ting Wang
- Mark Ivanir : Artem Karlenko / Sergei Pudovkin
- Joséphine de La Baume : Madeleine
- Williams Belle : Ling
- Miles Jupp (en) : un technicien du labo du MI7
- Isla Bair : Shirley
- Christina Chong : Barbara
- Siu Hun Li : Susan
- Wale Ojo : Chambal
- Chris Jarman (en) : Michael Tembe
- Isabella Blake-Thomas : Izzie Thornton
- Janet Whiteside : Mrs Thornton
- Lobo Chan (en) : Xiang Ping
- Benedict Wong : Chi Han Ly
- Ben Miller : Bough (scène coupée) (non crédité)

 Sources et légende : version française (VF) sur RS Doublage et le DVD du film ; version québécoise (VQ) sur Doublage Québec

## Production

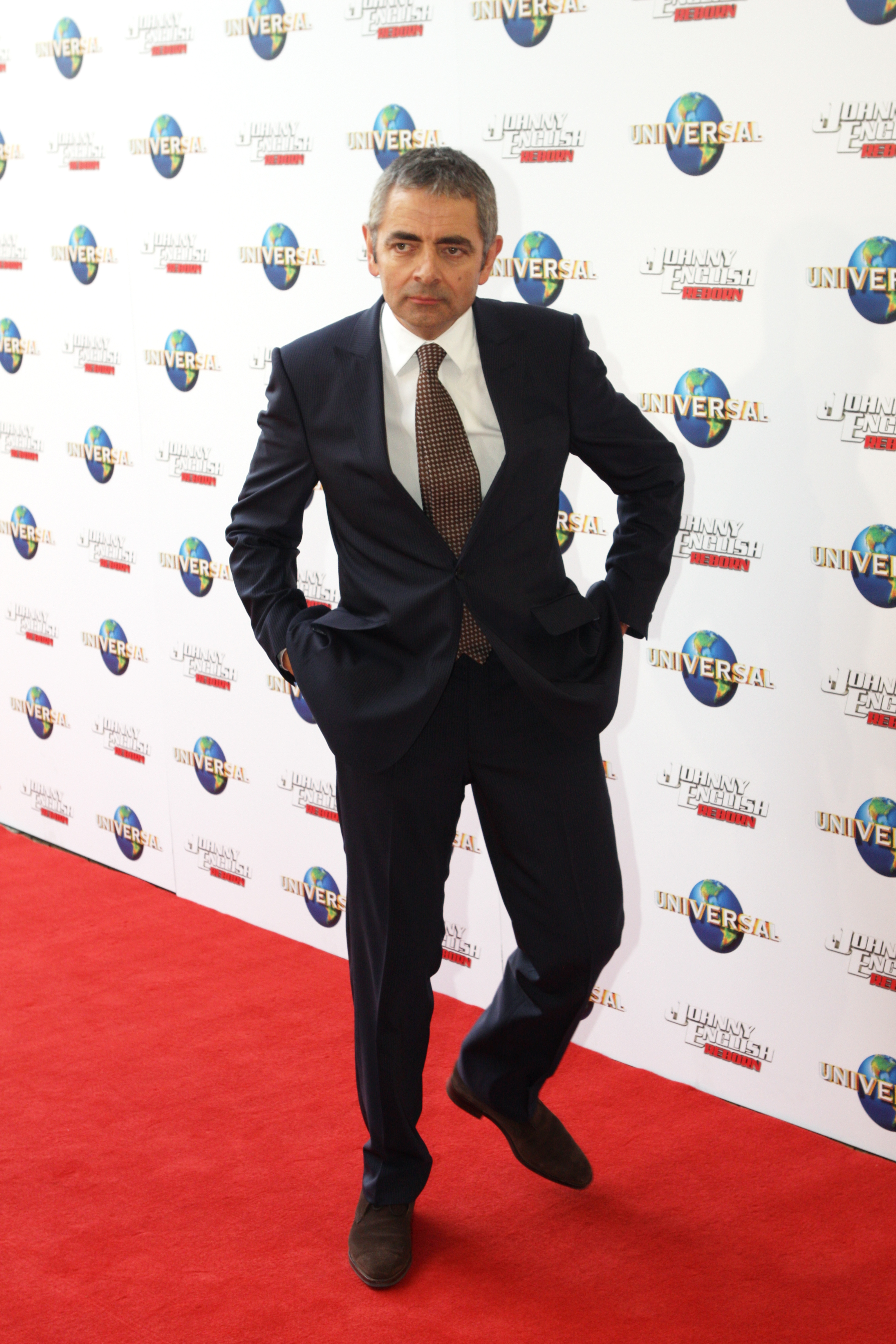
L'acteur principal Rowan Atkinson à la première du film.

Le 8 avril 2010, Universal Pictures annonce une suite à Johnny English, sept ans après la sortie de celui-ci.
La Rolls-Royce Phantom Coupé utilisée est équipée d'un moteur expérimental V16 de 9L. Il existe seulement quelques-uns de ces moteurs, produits pour les essais de la Phantom Coupé, et ils ne sont pas utilisés dans les modèles de production. Pour la production du film, Rowan Atkinson a approché la société et a demandé qu'ils installent un de ces moteurs V16 expérimentaux, ce qui rend le véhicule vu dans le film unique.

## Accueil

### Accueil critique
Johnny English, le retour a reçu des critiques mitigées. Sur le site Rotten Tomatoes, le film obtient un score de 39 % pour un total de 88 critiques et une note moyenne de 4,8/10, concluant : « Sans doute une amélioration marginale sur son prédécesseur principalement oublié, Johnny English, le retour reste malgré tout embourbé en pleine usurpation d'espion fatigué qui gaspille le talent comique autrefois considérable de Rowan Atkinson ». Sur Metacritic, le film obtient un score de 46 sur 100, sur la base de 20 critiques, indiquant des avis généralement mitigés. Les sondages de CinemaScore menés pendant le week-end d'ouverture ont révélé que les spectateurs ont donné au film un B, sur une échelle de A + à F.

### Box-office
Lors de son premier jour d'exploitation aux États-Unis et au Canada, le film se place à la septième place, rapportant 1 163 845 $ dans 1552 cinémas. Il baisse à la huitième place pour son week-end d'ouverture, gagnant 3 833 300 $. Johnny English, le retour a rapporté 8 305 970 $ au Royaume-Uni et 151 772 616 $ à l'international, pour un total final de 160 078 586 $. En France, le film a effectué 328 976 entrées dont 20 595 pour son premier jour et 184 368 pour sa première semaine d'exploitation.

## Distinctions
Entre 2011 et 2012, Johnny English, le retour a été sélectionné 4 fois dans diverses catégories et n'a remporté aucune récompense.

### Nominations
- Irina Palm d'Or 2011 :
  - Pire film britannique,
  - Pire acteur britannique pour Rowan Atkinson.
- Société des critiques de films de Phoenix 2011 : Meilleure chanson originale pour I Believe in You[24].
- Prix du cinéma britannique du Evening Standard 2012 : Blockbuster de l'année[25].

## Suite
En mai 2017, un troisième film, avec Rowan Atkinson qui reprend son rôle, est annoncé pour une sortie prévue en 2018.